# Liga Leumit 2011/12
Die Liga Leumit 2011/12 war die 13. Spielzeit als der nur noch zweithöchsten israelischen Fußballliga. Sie begann am 19. August 2011 und endete am 18. Mai 2012.

## Vereine
Aus Beitar Shimshon Tel Aviv wurde Beitar Tel Aviv Ramla.
| Verein                  | Stadt          | Vorsaison |
| ----------------------- | -------------- | --------- |
| Hapoel Aschkelon        | Aschkelon      | 1. Liga   |
| Hapoel Ramat Gan        | Ramat Gan      | 1. Liga   |
| Hapoel Ra’anana         | Ra’anana       | 2. Liga   |
| Maccabi Ahi Nazareth    | Nazareth       | 2. Liga   |
| Maccabi Herzlia         | Herzlia        | 2. Liga   |
| Hapoel Kfar Saba        | Kfar Saba      | 2. Liga   |
| Hapoel Bnei Lod         | Lod            | 2. Liga   |
| Hakoah Amidar Ramat Gan | Ramat Gan      | 2. Liga   |
| Maccabi Ironi Bat Jam   | Bat Jam        | 2. Liga   |
| Hapoel Nazareth Illit   | Nazareth Illit | 2. Liga   |
| Sekzia Nes Ziona        | Nes Ziona      | 2. Liga   |
| Beitar Tel Aviv Ramla   | Tel Aviv       | 2. Liga   |
| Maccabi Be’er Scheva    | Be’er Scheva   | 2. Liga   |
| Hapoel Herzlia          | Herzlia        | 2. Liga   |
| Maccabi Umm al-Fahm     | Umm al-Fahm    | 3. Liga   |
| Hapoel Jerusalem        | Jerusalem      | 3. Liga   |

## Vorrunde
In der Vorrunde wurde eine Doppelrunde zwischen allen 16 Mannschaften ausgespielt. Anschließend qualifizierten sich die sechs bestplatzierten Vereine für die Aufstiegsrunde. Die Teams auf den Plätzen 7 bis 10 spielten in der Platzierungsrunde. Die letzten sechs Vereine spielten in der Abstiegsrunde gegen den Abstieg in die drittklassige Liga Alef.

### Tabelle
| Pl. | Verein                  | Sp. | S  | U  | N  | Tore    | Diff. | Punkte |
| --- | ----------------------- | --- | -- | -- | -- | ------- | ----- | ------ |
| 1.  | Hapoel Ramat Gan (A)    | 30  | 18 | 5  | 7  | 044:200 | +24   | 59     |
| 2.  | Hapoel Bnei Lod         | 30  | 17 | 8  | 5  | 043:260 | +17   | 59     |
| 3.  | Maccabi Herzlia         | 30  | 12 | 13 | 5  | 030:200 | +10   | 49     |
| 4.  | Maccabi Ahi Nazareth    | 30  | 14 | 7  | 9  | 041:360 | +5    | 49     |
| 5.  | Hapoel Ra’anana         | 30  | 13 | 9  | 8  | 034:220 | +12   | 48     |
| 6.  | Hapoel Jerusalem (N)    | 30  | 12 | 8  | 10 | 039:330 | +6    | 44     |
| 7.  | Maccabi Umm al-Fahm (N) | 30  | 12 | 8  | 10 | 028:310 | −3    | 44     |
| 8.  | Beitar Tel Aviv Ramla   | 30  | 11 | 9  | 10 | 040:350 | +5    | 42     |
| 9.  | Hapoel Kfar Saba        | 30  | 11 | 8  | 11 | 036:300 | +6    | 41     |
| 10. | Hapoel Aschkelon (A)    | 30  | 10 | 10 | 10 | 035:370 | −2    | 40     |
| 11. | Sekzia Nes Ziona        | 30  | 9  | 12 | 9  | 044:370 | +7    | 39     |
| 12. | Maccabi Ironi Bat Jam   | 30  | 8  | 8  | 14 | 030:380 | −8    | 32     |
| 13. | Hakoah Amidar Ramat Gan | 30  | 8  | 8  | 14 | 025:450 | −20   | 32     |
| 14. | Hapoel Nazareth Illit 1 | 30  | 8  | 6  | 16 | 025:420 | −17   | 29     |
| 15. | Maccabi Be’er Scheva    | 30  | 6  | 7  | 17 | 033:510 | −18   | 25     |
| 16. | Hapoel Herzlia          | 30  | 5  | 6  | 19 | 020:440 | −24   | 21     |

Platzierungskriterien: 1. Punkte – 2. Tordifferenz – 3. Siege – 4. geschossene Tore – 5. Direkter Vergleich (Punkte, Tordifferenz, geschossene Tore) – 6. Play-off-Spiel
| (A) | Absteiger aus der Ligat ha’Al 2010/11 |
| (N) | Neuaufsteiger der letzten Saison      |

## Aufstiegsrunde
Die Vereine auf den Plätzen 1–6 nach der Vorrunde spielten im Anschluss um den Aufstieg. Dabei wurden die erreichten Punkte aus den 30 Vorrundenspiele halbiert und aufgerundet. Zwischen den sechs Teams wurde eine Einfachrunde ausgetragen. Die drei bestplatzierten Vereine der Vorrunde erhielten dabei ein Heimspiel mehr als die anderen drei. Nach Abschluss der Runde stieg die beste Mannschaften in die Ligat ha’Al auf.

### Abschlusstabelle
| Pl. | Verein                 | Sp. | S  | U  | N  | Tore    | Diff. | Punkte |
| --- | ---------------------- | --- | -- | -- | -- | ------- | ----- | ------ |
| 1.  | Hapoel Ramat Gan (A) 2 | 35  | 21 | 6  | 8  | 054:260 | +28   | 37     |
| 2.  | Hapoel Bnei Lod 2      | 35  | 20 | 9  | 6  | 056:350 | +21   | 37     |
| 3.  | Maccabi Herzlia        | 35  | 16 | 13 | 6  | 042:240 | +18   | 37     |
| 4.  | Maccabi Ahi Nazareth   | 35  | 16 | 7  | 12 | 043:470 | −4    | 31     |
| 5.  | Hapoel Ra’anana        | 35  | 14 | 9  | 12 | 037:300 | +7    | 27     |
| 6.  | Hapoel Jerusalem (N)   | 35  | 13 | 8  | 14 | 044:400 | +4    | 25     |

Platzierungskriterien: 1. Punkte – 2. Tordifferenz – 3. Siege – 4. geschossene Tore – 5. Direkter Vergleich (Punkte, Tordifferenz, geschossene Tore) – 6. Play-off-Spiel
| (A) | Absteiger aus der Ligat ha’Al 2010/11 |
| (N) | Neuaufsteiger der letzten Saison      |

### Relegation
Aufstieg
Da drei Mannschaften punktgleich waren, wurde der Aufsteiger zwischen den beiden Teams mit der besseren Tordifferenz ermittelt.
Das Match fand am 18. Mai 2012 im HaMoshava-Stadion in Petach Tikwa statt.
|                  | Ergebnis |                 |
| ---------------- | -------- | --------------- |
| Hapoel Ramat Gan | 2:0      | Hapoel Bnei Lod |

## Platzierungsrunde
Die Vereine auf den Plätzen 7–10 nach der Vorrunde bestritten im Anschluss Platzierungsspiele. Dabei wurden die in der Vorrunde erreichten Punkte halbiert und aufgerundet. Zwischen den vier Teams wurde eine Einfachrunde ausgetragen.

### Abschlusstabelle
| Pl. | Verein                  | Sp. | S  | U  | N  | Tore    | Diff. | Punkte |
| --- | ----------------------- | --- | -- | -- | -- | ------- | ----- | ------ |
| 7.  | Hapoel Kfar Saba (N)    | 33  | 12 | 10 | 11 | 042:340 | +8    | 26     |
| 8.  | Beitar Tel Aviv Ramla   | 33  | 12 | 10 | 11 | 048:430 | +5    | 25     |
| 9.  | Hapoel Aschkelon        | 33  | 11 | 12 | 10 | 042:430 | −1    | 25     |
| 10. | Maccabi Umm al-Fahm (A) | 33  | 12 | 9  | 12 | 030:360 | −6    | 23     |

Platzierungskriterien: 1. Punkte – 2. Tordifferenz – 3. Siege – 4. geschossene Tore – 5. Direkter Vergleich (Punkte, Tordifferenz, geschossene Tore) – 6. Play-off-Spiel
| (A) | Absteiger aus der Ligat ha’Al 2010/11 |
| (N) | Neuaufsteiger der letzten Saison      |

## Abstiegsrunde
Die Vereine auf den Plätzen 11–16 nach der Vorrunde spielten im Anschluss gegen den Abstieg. Dabei wurden die in der Vorrunde erreichten Punkte halbiert und aufgerundet. Zwischen den sechs Teams wurde eine Einfachrunde ausgetragen. Die drei Vereine, die die Plätze 11–13 in der Vorrunde belegten erhielten dabei ein Heimspiel mehr als die anderen drei. Nach Abschluss der Runde stiegen die Mannschaften auf den Rängen 14 bis 16 in die drittklassige Liga Alef ab.

### Abschlusstabelle
| Pl. | Verein                  | Sp. | S  | U  | N  | Tore    | Diff. | Punkte |
| --- | ----------------------- | --- | -- | -- | -- | ------- | ----- | ------ |
| 11. | Sekzia Nes Ziona        | 35  | 10 | 14 | 11 | 050:480 | +2    | 25     |
| 12. | Hapoel Nazareth Illit 1 | 35  | 11 | 8  | 16 | 035:470 | −12   | 25     |
| 13. | Hakoah Amidar Ramat Gan | 35  | 10 | 11 | 14 | 034:500 | −16   | 25     |
| 14. | Maccabi Ironi Bat Jam   | 35  | 9  | 10 | 16 | 034:430 | −9    | 21     |
| 15. | Maccabi Be’er Scheva    | 35  | 7  | 8  | 20 | 039:580 | −19   | 17     |
| 16. | Hapoel Herzlia          | 35  | 6  | 8  | 21 | 025:510 | −26   | 16     |

Platzierungskriterien: 1. Punkte – 2. Tordifferenz – 3. Siege – 4. geschossene Tore – 5. Direkter Vergleich (Punkte, Tordifferenz, geschossene Tore) – 6. Play-off-Spiel